# Пълна готовност (1999)
Пълна готовност (на английски: Fully Loaded) е второто и първо самостоятелно pay-per-view събитие от поредицата Пълна готовност, продуцирано от Световната федерация по кеч (WWF). Събитието се провежда на 25 юли 1999 г. в Бъфало, Ню Йорк.

## Обща информация
Основното събитие е мач Първа кръв за Титлата на WWF. Ледения Стив Остин побеждава Гробаря, за да запази титлата, като го удря с телевизионна камера и го кара да кърви след намеса от Екс Пак. Мачът предвижда, че ако Гробаря спечели, Остин никога няма да се бие за Титлата на WWF, но ако Остин спечели, председателят на WWF Винс Макмеън никога повече няма да се появява в шоута на WWF.
В ъндъркарда е Трите Хикса срещу Скалата в мач с колан, Роуд Дог и Екс Пак срещу Били Гън и Чайна в отборен мач за правата над името на D-Generation X, Кен Шемрок срещу Стив Блекман в мач железен кръг.

## Резултати
| №                                         | Резултати                                                                              | Правила | Време |
| ----------------------------------------- | -------------------------------------------------------------------------------------- | --- | ----- |
| 1                                         | Джеф Джарет (с Дебра) побеждава Острието (ш)                                           | Индивидуален мач за Интерконтиненталната титла на WWF | 13:20 |
| 2                                         | Дяконите (Брадшоу и Фарук) поб. Харди бойз (Джеф Харди и Мат Харди) (ш) и Майкъл Хайес | Мач с Дяконски правила за Световните отборни титли на WWF | 10:59 |
| 3                                         | Д'Ло Браун поб. Мидеон (ш)                                                             | Индивидуален мач за Европейската титла на WWF | 07:00 |
| 4                                         | Биг Бос Мен поб. Ал Сноу (ш)                                                           | Хардкор мач за Хардкор титлата на WWF | 10:30 |
| 5                                         | Грамадата поб. Кейн                                                                    | Индивидуален мач с Хардкор Холи като специален гост съдия | 08:18 |
| 6                                         | Кен Шамрок поб. Стив Блекман                                                           | Мач Железен кръг | 03:57 |
| 7                                         | Роуд Дог и Екс Пак поб. Били Гън и Чайна                                               | Отборен мач за правата над D-Generation X | 11:36 |
| 8                                         | Трите Хикса (с Чайна) поб. Скалата                                                     | Мач Пълна готовност с колан за определяне #1 претендент за Титлата на WWF на Лятно тръшване                                                                                             | 19:23 |
| 9                                         | Ледения Стив Остин (ш) поб. Гробаря                                                    | Мач Първа кръв за Титлата на WWF Поради загубата на Гробаря, Винс Макмеън не може повече да се появява в шоута на WWF Ако Остин загуби, той няма никога да получи мач за Титлата на WWF | 16:00 |
| - (ш) – указва шампиона/шампионите в мача |                                                                                        | |       |